# CCTV-15
CCTV-15 (en chino 中国中央电视台音乐频道 pinyin Zhōngguó zhōngyāng diànshìtái yīnyuè píndào) es un canal de Televisión Central de China que fue lanzado el 29 de marzo de 2004. CCTV-15 音乐 (yīnyuè) está enfocado a difundir la música clásica china al mundo exterior.